# Manele
Manelele (singular manea) sunt un gen muzical din România ce face parte în prezent dintr-un curent pan-balcanic, cu influențe arabe, prezent în Bulgaria (cealga), Serbia (turbofolk), Albania (tallava), Grecia (laïka) și Turcia (arabesk).
Având rădăcini în muzica turcească de la începutul secolului XIX, fiind practicate comunitățile de lăutari din sudul și estul României, precum și din Banat, manelele s-au desprins în perioada modernă din muzica lăutărească (deși, în continuare, interpreții de manele sunt numiți uneori „lăutari”).
Asociat îndeosebi cu etnia romă și cu lumea interlopă, genul a căpătat în cultura populară românească un statut rasializat, în mod similar genurilor dezvoltate de afro-americanii din SUA (jazz-ul erei Prohibiției, anumite forme ale muzicii hip-hop precum gangsta rap și drill). Accesul manelelor la mass-media a fost parțial îngrădit în anii 2000, însă ringtone-urile și, mai târziu, YouTube-ul au permis producătorilor de manele să aibă succes în afara industriei muzicale mainstream. Studiile de specialitate estimează că între 80% și 90% din populație ascultă manele cel puțin ocazional.
Antropologi precum Adrian Schiop sugerează că manelele reprezintă genul muzical cel mai reprezentativ pentru epoca tranziției postdecembriste la capitalism, „un folclor al tranziției”, deoarece valorilor materialiste ale acesteia corespund cel mai fidel versurile despre stigma sărăciei și importanța pragmatismului agresiv și a parvenirii prin „șmecherie”. Începând cu anii 2010, s-a declanșat un proces lent de apropriere culturală prin apariția petrecerilor cu manele pentru pătura boemă a clasei de mijloc („hipsteri”) și a unor subgenuri hibride precum „manelele psihedelice” și „trapanelele”, pentru un public de nișă din aceeași categorie socială. Cu toate acestea, manelele continuă să fie asociate în mod stereotipic cu „incultura” unora dintre interpreții de manele și cu anumite comportamente ale unora dintre ascultătorii genului, precum audițiile neautorizate în spațiul public, considerate comportamente „antisociale” și „necivilizate”.

## Etimologie
Cuvântul manea provine din limba turcă, fiind împrumutat în limba română în epoca fanariotă, la finalul secolului al XVIII-lea sau începutul secolul al XIX-lea. Provine, cel mai probabil, din cuvântul mani, numele unui tip de poezie în limba turcă, populară la vremea respectivă.

## Istoric
Maneaua este o creație contemporană cu rădăcini în incultura muzicală încă predominant otomană a boierilor din România sud-estică a începutului secolului al XIX-lea. Ca atare, ea prezintă o seamă de caracteristici pan-balcanice.

### Origini (secolul XIX)
Numeroase surse au plasat apariția manelelor în epoca fanariotă (1711–1821), citând în acest sens mărturii de până la Dimitrie Cantemir. Muzicologul român Costin Moisil a verificat aceste surse vechi și a constatat că ele nu se refereau la manele, ci la muzici de inspirație orientală în general, explicând că eroarea s-a produs prin citarea unor surse intermediare care nu au ținut cont de această diferențiere. În fapt, termenul „manea” nu a fost depistat de cercetător decât în texte de după 1820.
Conținutul muzical al manelei din această perioadă nu este cunoscut. Se pare că ea se auzea la curțile domnești și a fost mai apoi preluată de către boieri. Maneaua a fost uitată până la sfârșitul secolului, una dintre ultimele relatări cunoscute vorbind de românul Stănică Pârlează, interpret de manele la Istanbul. Ziaristul român Miron Manega consideră o manea piesa „Până când nu te iubeam”, notată în culegerea Spitalul amorului sau cântătorul dorului (1852) de Anton Pann și aranjată de violonistul Victor Predescu în stil turcesc (anii 1950) pentru a fi interpretată de cântăreața Maria Tănase. Se pare însă că singura manea de secol XIX păstrată datează din anii 1880 și este notată în neumă bizantină (asemeni pieselor cuprinse în Spitalul amorului).

### Perioada comunistă (anii 1950–1989)
În înțelesul actual, maneaua a apărut în comunitățile de romi din România, pe parcursul anilor 1950, ca reacție la sofisticata muzică lăutărească. Maneaua era o muzică accesibilă, cu text, ale cărei versuri descriau în mod idilic aspecte ale vieții duse de romi. Nu sunt cunoscute motivele pentru care această nouă muzică a fost corelată cu noțiunea de manea, vehiculată anterior; lăutarii o numeau chiar „manea turcească”, probabil pentru a-i sublinia caracterul străin de muzica romă. Ea făcea parte dintr-o categorie ritmică distinctă, împrumutată din muzica turcească de petrecere – çiftetelli.
În avântul proletcultismului, conducerea socialistă din anii 1950 a dispus organizarea unor mari ansambluri de muzică populară (incorect denumite folclorice), pe model sovietic. După 1960, s-au constituit ansambluri mai mici, în numeroase localități ale țării. Mulți dintre membrii acestor orchestre erau romi, însă acest fapt trebuia mistificat pentru a se crea senzația unei lumi muzicale românești, uniforme. În acest context, manelele nu au fost inițial văzute ca o alternativă la direcția oficială (deci pasibile de cenzură), ba chiar câteva piese au fost înregistrate pe discuri Electrecord în anii 1970 și anii 1980: Romica Puceanu – „Ileană, Ileană”, „Șaraiman”; Gabi Luncă – „Răpirea din Serai” ș.a. În schimb, primii ani optzeci au marcat nașterea manelelor bănățene, o reacție la omniprezenta muzică populară promovată de stat. Noul gen era inspirat din muzica pop sârbească și a fost interzis pentru caracterul său „poluat”.
Maneaua bănățeană se servea de instrumente împrumutate din genul pop, precum chitara electrică, chitara bas, orga electronică, sintetizatorul și bateria, în schimb renunțând la tradiționalul țambal (uneori și la vioară sau acordeon), astfel încât ansamblurile ajunseseră foarte apropiate de „formațiile de chitare electrice”. Maneaua bănățeană și alte specii de muzică pop puternic influențate de culturile balcanice, reunite sub denumirea de „muzică de mahala” sau proto-manele, au fost cenzurate laolaltă. Deosebit de atrăgătoare pentru publicul de condiție simplă, ele au fost multiplicate prin casete audio cu înregistrări din concert, în lipsa sprijinului casei de discuri unice, Electrecord. Proto-manele care folosesc ritmul de manea au fost interpretate de formațiile Odeon, Azur, Generic, Miracol C sau Albatros. Muzica acestei perioade era mimetică, fiind realizate numeroase preluări cu versuri în limba română, modelul fiind formațiile din Iugoslavia, Bulgaria, Grecia și Turcia. Versurile manelelor din această perioadă tratau mai ales tema iubirii (îndrăgostirea, despărțirea, trădarea).

### După 1989
După 1990, Electrecord și casele de discuri nou apărute (Eurostar și CDS) au lansat primele discuri de vinil cu piese ale formațiilor din perioada anterioară. Soliștii vocali ai grupurilor amintite – Costel Geambașu, Nelu Vlad, Dan Ciotoi – au început să se producă în afara formulelor cunoscute, ceea ce a marcat orientarea genului manele către cântăreți, aprecierea și prestația instrumentiștilor având de suferit. Astfel, componențele formațiilor de acompaniament devin foarte instabile. Prima formație de mare succes apărută după 1990 este Albatros din București; urmează Condor din Craiova, Real B din Găești, Accent din Târgoviște, Meridian din Ploiești, Tomis Junior din Galați etc. Formațiile nu rezistă decât pentru câțiva ani din cauza concurenței neloiale dintre ele. Tematica versurilor se îmbogățește cu subiecte privitoare la infracționalitate, munca la negru peste hotare, stagiul militar – aceasta din urmă, „maneaua de cătănie”, este impusă de Albatros și se bucură de un succes considerabil. Instrumentația formațiilor se stilizează: dispare bateria, înlocuită de bateristul electronic aflat în dotarea sintetizatorului, chitara bas este înlocuită tot de sintetizator, iar în cele din urmă chitara este și ea abandonată în favoarea sonorităților create de sintetizatorul tot mai performant. Spre 1993, așadar, formațiile nu mai conțin decât voce și unul sau două sintetizatoare.
De-a lungul anilor 1990 și până la jumătatea anilor 2000, manelele au fost, pe larg, difuzate în același regim ca restul muzicii pop românești. De asemenea, în această perioadă au apărut numeroase melodii care împrumutau trăsături ale manelelor, precum LA – Ochii tăi, Minodora la maxxim – Intoarce-te-n viața mea, Sweet Kiss – Alin, Alin, Sing Sing BB – Aoleu inima mea, Cristina Rus – Inima mea bate, Bairam – Alladin. Ulterior, manelele au devenit protagonistele unor dezbateri care, într-un final, le-au exclus de pe posturile de televiziune și radiourile generaliste: ele au fost acuzate de kitsch, în primul rând, apoi de vulgaritate, primitivism, incultură și promovare de false valori.
La începutul anilor 2010, în cadrul festivalului MultiArt pentru Deținuți, muzicieni profesioniști din afara etniei rome precum Cătălin Neagu de la Timpuri Noi sau Andrei Dinescu, fiul poetului Mircea Dinescu, colaborează cu deținuții de la penitenciarele din Craiova și cartierul bucureștean Rahova, rezultând proiectul Shamanelism, din care au pornit ulterior formația Steaua de Mare, ce a impus o fuziune instrumentală între elemente din manele și din alte genuri precum funk-ul și rock-ul psihedelic, și alte colaborări, precum cea dintre fostul deținut Renato din Sălaj și producătorul Ion din Dorobanți, care sunt promovate internațional de casa de discuri Future Nuggets sub eticheta „manelectronics”.
În aceeași perioadă, scriitorul, antropologul și DJ-ul Adrian Schiop contribuie cel mai vizibil, alături de eforturile unor DJ bucureșteni precum Vlad Stoica (din grupul Paradaiz) și Nicușor Ghiorghe (alias MisteriX sau Domnu X), la popularizarea manelelor ca alternativă „cool balcanic” la petrecerile în stil occidentale cu muzică electronică. În a doua jumătate a anilor 2010, genul devine asociat cu anumite localuri cu agendă antirasistă, frecventate de noua stângă bucureșteană, precum Casa Jurnaliștilor și MACAZ (unde au fost promovate „manelele feministe”). Totodată, apar din cadrul acestei pături sociale noi artiști precum vocalistul Matteo Islandezu, unul dintre primii care aduc și elemente de trap.
La începutul anilor 2020, au loc hibridizări între trap și manele, unele mai comerciale, precum „trapanelele” impuse de Alex Velea, altele orientate către publicul „hipster”, cum ar fi producțiile casei de discuri Linia 1, precum albumul „Puterea Leului” de la Formația Aburiții.

## Trăsături

### Muzica

Diferența între tiparul ritmic al manelei vechi și cel al manelei contemporane constă în anticiparea timpului doi printr-o sincopă pe jumătate de timp care conferă dinamism.

Studiul muzicii de manele reprezintă un alt aspect al genului, încă lipsit de interes de specialitate. Prima dificultate întâlnită în acest demers este delimitarea granițelor genului, punându-se întrebarea dacă anumite piese „atipice” trebuie incluse sau raportate la alte genuri muzicale. Însă în general, configurația este unitară: muzica de manele folosește un limbaj armonic tonal, cel mai adesea diatonic (dar există și excepții în acest sens); apariția de relații plagale interzise de tonalitate nu este totuși exclusă. În limbaj tonal, se preferă modul major (spre deosebire de muzica lăutărească, unde este mai apreciat minorul). În contrast cu armoniile desfășurate, melodica este una de tip modal, folosind scări muzicale împrumutate din genul lăutăresc, cu trepte mobile (folosirea în melodie a treptei a doua urcate deasupra acordului de treapta I, de pildă, amintește prin enarmonie de contrastul terță mare-terță mică din muzica blues), ornamentații abundente, intervale de secundă mărită ș.a. Suprapunerea dintre o acordică tonală majoritar diatonică și melodica puternic cromatizată este o trăsătură comună cu muzica lăutărească și poate aduce uneori cu jazz-ul modal (unde, tot astfel, armonii foarte stabile sunt confruntate cu o melodică fantezistă, cromatizată).
Sistemul ritmic aplicat este un hibrid între giusto (folosirea unui tempo stabil) și rubato (modificarea perpetuă a tempoului, urmărind conturul melodic și încărcătura afectivă a versurilor), uneori stabilitatea giusto-ului permițând folosirea efectului behind beat (decalaj de finețe între secția ritmică și intervenția solistului, care dă un relief ritmic aparte melodiei – termen preluat din limbajul muzicii de jazz). Însă cazul tipic implică încadrarea solisticii în pulsația ritmică; acest specific, căruia i se adaugă stilul puternic sincopat, aduce aminte de stilul bossa nova din jazz-ul latin. Comparația dintre maneaua veche și cea contemporană dezvăluie trei diferențe în materie de ritm și agogică: apariția sincopelor, inexistente în maneaua veche (vezi ilustrația din dreapta), schimbarea pulsației de la pătrime la optime și sporirea simțitoare a tempoului (cu toate că există manele lente chiar și între piesele moderne).
Conexiuni organice între manele și muzica Islamică: modurile “Maqam”, tricordul “Mustaar” (Eb,F#,G), Hijaz (حجاز), tetracordul “Mustaar” (D,Eb,F#,G), pentacordul “Nikriz” (نكريز) / “Nawa Athar” (C,D,Eb,F#,G), tetracordul “Saba” (صبا) (D,Eb,F,Gb), pentacordul “Athar Kurd” (D,Eb,F#,G,A); ritmurile “Aqṣāq Samā'I” (اقصاق سماعي) – de exemplu formula x//x/ în ostinato - și “Dawr/ Ahaat” (آهات‎) – în forma melismatică.
Instrumentația poate implica o varietate de timbre: instrumente cu coarde (vioară electrică, contrabas, chitară clasică, electroacustică sau electrică, chitară bas), suflători (fluier, nai, clarinet, saxofon, acordeon, mai rar trompetă și trombon), percuții (baterie, tarabane, bongo-uri, talăngi, tamburine și multe altele) și instrumente electronice (sintetizatorul, ce poate lua locul multor instrumente acustice, acordeon electronic, baterist electronic).

### Versuri
Însoțite mai cu seamă în concerte de dedicații, manelele conțin versuri despre dragoste (entuziasmul îndrăgostitului, dorul, gelozia, despărțirea) și teme sociale (rivalitățile, conflictele, decadența societății). Ca în hip-hop, există portrete ale celor apropiați – prieteni, membri ai familiei, parteneri –, dar și auto-portrete braggadocio, prin care se enumeră calitățile, abilitățile și avuțiile celui în cauză. Noțiunile care se întâlnesc cel mai des sunt: banii, mașinile, dușmanii, femeile ș.a. Textele și videoclipurile unor manele propun puncte de vedere umoristice, uneori chiar apelându-se la parodie sau autoparodie.
Se folosește un limbaj simplu, în care se întâlnesc frecvent greșeli gramaticale (dintre care unele au devenit adevărate licențe ale stilului, în mod similar anumitor „cazuri tolerate” folosite în muzica folclorică), anacoluturi, tautologii fără rol stilistic, confuzii paronimice și întrebuințări nepotrivite ale unor neologisme, care ajută, de altfel, la formarea unor rime rare. Textele unor manele conțin exprimări cu dublu înțeles, aluzii sexuale sau un limbaj întrucâtva licențios (mai puțin frecvent decât în hip-hop).
Versificația se apropie mult de cea întâlnită în folclorul muzical și literar românesc; astfel, majoritatea formelor urmează îndeaproape cvadratura (predilecția pentru structuri de câte patru elemente). Se folosesc versuri scurte (arareori se depășește măsura de opt silabe), iar al doilea vers din fiecare pereche e marcat adesea cu o cezură finală. Versurile se grupează de regulă în catrene; rima este împerecheată (mai rar, monorimă sau încrucișată) și se apelează frecvent la asonanțe sau chiar la rimă albă.

### Videoclipuri
În parte datorită influenței lui Costi Ioniță, maneliștii realizează cel mai frecvent videoclipuri inspirate din rețetele hip-hop: cântărețul (cântăreața) se află în studio sau într-o altă locație (de obicei, de interior), înconjurat de dansatoare (sau, mai rar, dansatori) și este filmat în timp ce cântă. Îmbrăcămintea celor ce apar în imagine este provocatoare și creează, de regulă, un contrast vizual între cântăreț, care se află în centrul filmărilor, și dansatori.
După 2005, se fac eforturi în direcția realizării de videoclipuri mai complexe, bazate pe un scenariu, conținând actori (unul fiind însuși cântărețul), elemente de figurație, cascadorie, costumații și scenografie (decoruri), uneori chiar efecte speciale. Se pot folosesc filtre de culoare (de exemplu, în videoclipul piesei „Am ajuns să plâng” de Nicolae Guță), viteză de redare accelerată („Fată cu păr inelat” de Costel Ciofu și Don Genove), efecte de transparență ce permit suprapunerea mai multor filmări (bluescreening) ș.a.m.d.
În ceea ce privește manelele realizate de către și pentru „hipsteri”, atât videoclipurile de la Future Nuggets, cât și cele de la Linia 1 se disting printr-un stil vizual ironic, influențat de mișcarea vaporwave și de arta post-internet, parodiind totodată și anumite convenții ale manelelor convenționale (precum folosirea atributului  █▬█ █ ▀█▀ pe YouTube, indiferent de numărul vizualizărilor).

### Nume de scenă
Interpreții de manele își aleg pseudonime hiperbolizante, cum ar fi Adrian Minune sau Sorin Copilul de Aur, sau nume prin care scot în evidență localitățile de origine, precum Adi de la Vâlcea. Nu întotdeauna interpreții de manele au pseudonime, uneori își folosesc numele real (parțial, cum ar fi: Florin Salam, Nicolae Guță (Nicolae Linguraru), Vali Vijelie sau complet, ca Mihai Priescu).

### Vestimentație
În domeniul vestimentar, interpreții de manele preferă o îmbrăcăminte mulată, scumpă și ostentativă. Se poartă pantaloni și tricouri strâmte, pantofi cu vârf alungit și bijuterii scumpe, de mari dimensiuni (aurul este unul dintre materialele favorite în acest sens).

## Media
Se estimează că majoritatea populației, între 80% și 90% ascultă manele cel puțin ocazional. Un sondaj efectuat pentru Consiliul Național al Audiovizualului a arătat faptul că 32,8% dintre elevii incluși în categoria de vârstă 11-14 ani și 21,9% dintre cei din categoria 15-18 ani au ca gen preferat de muzică manelele. În ciuda succesului de care se bucură în multe grupuri sociale mici răspândite în toată România, manelele nu au fost acceptate spre a reprezenta țara în concursul european de muzică Eurovision.

### Posturi de televiziune
Omul de afaceri Silviu Prigoană, fondatorul primului canal exclusiv informativ din România, Realitatea TV, a lansat în februarie 2005 Taraf TV, o televiziune specializată pe acest segment muzical. Canalul este distribuit prin majoritatea rețelelor de cablu din România, dar este disponibil și în pachetele unui număr mare de societăți de cablu din Republica Moldova. În Serbia, canalul poate fi recepționat prin platforma DTH Digi TV în pachetul extra de canale în limba română. Canalul are și un corespondent radiofonic, Taraf FM. Manelele sunt sau au fost promovate de mai multe posturi de televiziune printre care Pro TV și Antena 1, unde maneliștii au fost invitați în diverse emisiuni de divertisment. La 1 iulie 2008 a început să emită un al doilea post TV muzical care difuzează manele și muzică de petrecere, Mynele TV, închis în anul 2015.. Postul îl avea printre acționari pe Costi Ioniță.

### Internet
Înregistrările interpreților de manele pot fi cumpărate și pe site-uri precum iTunes Store sau ascultate pe Spotify, unde există un playlist oficial, „Manele party”.

### În filme
Filmul documentar „New Gypsy Kings”, realizat de Liviu Tipurita și publicat pe BBC2 în anul 2016.

## Artiști

### Pre-1984:manele lăutăreștisaumanele turcești
- Frații Gore (Aurel Gore și Victor Gore)
- Romica Puceanu
- Gabi Luncă

### 1984–1991: primul val al manelelor moderne (muzica de mahala)
- Albatros
- Azur
- Generic
- Odeon

### 1991–2004: al doilea val
- Adrian Minune
- Carmen Șerban
- Costi Ioniță
- Florin Salam
- Nicolae Guță
- Nicu Paleru
- Sorin Copilul de Aur
- Jean de la Craiova
- Ștefan de la Bărbulești
- Vali Vijelie

### 2004–prezent
- Dani Mocanu
- Tzancă Uraganu
- Sandu Ciorbă
- Jador